# Diana López
Diana López (ur. 7 stycznia 1984 w Houston) – amerykańska zawodniczka taekwondo, brązowa medalistka olimpijska, mistrzyni świata.
Brązowa medalistka igrzysk olimpijskich w Pekinie w 2008 roku w kategorii do 57 kg.
Jest złotą medalistką mistrzostw świata z 2005 i brązową z 2007 roku.